# حقیقت‌محوری
حقیقت‌محوری: ده دلیل که شما درباره دنیا اشتباه می‌کنید – و وضعیت بهتر از آن است که تصور می‌کنید  (انگلیسی: Factfulness: Ten Reasons We're Wrong About the World – and Why Things Are Better Than You Think) نام یک کتاب منتشر شده در سال ۲۰۱۸ از متخصص آمار سوئدی هنس روسلینگ و پسرش اولا روسلینگ و عروسش آنا روسلینگ رونلوند است. در این کتاب روسلینگ پیشنهاد می‌دهد که اکثریت در مورد وضعیت کنونی دنیا اشتباه می‌کنند. وی نشان می‌دهد که در تحقیقاتش مردم دنیا را فقیرتر، با بهداشت و سلامت کمتر، و خطرناک‌تر از آن چیزی که واقعیت هست تصور می‌کنند. وی ده غریزه را بیان می‌کند که اجازه نمی‌دهد دنیا را به شکل واقعی آن و پیشرفت دنیا را ببینیم. این ده غریزه عبارتند از «فاصله، منفی‌نگری، خط مستقیم، ترس، اندازه، عمومی‌سازی، هدف، تک بودن، سرزنش، اورژانسی بودن»
بیل گیتس این کتاب را یکی از پنج کتاب پیشنهاد شده برای خواندن در تابستان ۲۰۱۸ معرفی کرد.